# Stanisław Nestorowicz
Stanisław Nestorowicz (ur. 7 listopada 1915, zm. 27 lipca 2005) – polski Sprawiedliwy wśród Narodów Świata.

## Życiorys
Przed rozpoczęciem okupacji niemieckiej mieszkał w Jelnicy w okolicach Międzyrzecza Podlaskiego razem z rodzicami, Szymonem i Michaliną Nestorowiczami oraz siostrą Łucją Jurczak. Wiosną 1942 r. rodzina Nestorowiczów ukryła w swoim gospodarstwie Belę Stein (Sztein), przyjaciółkę Łucji Jurczak, będącą członkinią zaprzyjaźnionej sprzed wybuchu II wojny światowej Nestorowiczom rodzinie Steinów. Sprawowanie opieki nad Belą trwało do października 1942 bądź 1943 r. Stanisław Nestorowicz przebywał dotychczas w pracy w III Rzeszy, natomiast po powrocie do rodzinnego domu spotkał się z nieprzyjaznym nastawieniem sąsiedztwa rodziny wobec ukrywanej dziewczyny, W zastanej sytuacji zdecydował się przyjąć Belę za swoją narzeczoną i wyjechać z nią do III Rzeszy do pracy.
19 grudnia 1993 r. Jad Waszem uznał Stanisława Nestorowicza za Sprawiedliwego wśród Narodów Świata. Razem z nim uhonorowano także jego rodziców, Szymona i Michalinę Nestorowiczów, a także siostrę, Łucję Jurczak.